# Dinosaurus (seriál)
Dinosaurus (též Dinosaurové, v anglickém originále Dinosaurs) je americký televizní sitcom, jehož autory jsou Michael Jacobs a Bob Young. Premiérově byl vysílán v letech 1991–1994 na stanici ABC. Celkově bylo ve čtyřech řadách natočeno 65 dílů.
V Česku byl seriál premiérově uveden od 8. února 1994 do 2. května 1995 na TV Nova.

## Příběh
Seriál se zaměřuje na Sinclairovy, obyčejnou rodinu antropomorfních dinosaurů, žijících v roce 60 000 003 př. n. l. na Pangei. Otec Earl pracuje ve společnosti Wesayso Corporation, v níž poráží stromy. Žije v domě se svou manželkou Fran a třemi dětmi, synem Robbiem, dcerou Charlene a nejmladším synem, malým Sinclairem.

## Obsazení
Uvedené obsazení je hlasové. Fyzické role v dinosauřích oblecích ztvárnili jiní herci a loutkaři.
- Stuart Pankin (český dabing: Jan Pohan) jako Earl Sinclair
- Jessica Walter (český dabing: Inka Šecová) jako Fran Sinclairová
- Jason Willinger (český dabing: Radek Hoppe) jako Robbie Sinclair
- Sally Struthers (český dabing: Jana Páleníčková) jako Charlene Sinclairová
- Kevin Clash (český dabing: Eva Spoustová) jako malý Sinclair (v originále Baby Sinclair)